# Operació Força Aliada
L'Operació Força Aliada també coneguda com a Guerra de l'OTAN a Kosovo va ser una operació militar de l'OTAN contra la República Federal de Iugoslàvia que durà del 24 de març a 11 de juny de 1999 i és considerada la part principal de la guerra de Kosovo. Va ser la segona operació de combat en la història de l'OTAN, després de l'Operació Força Deliberada a Bòsnia i Hercegovina.

## Objectius
L'objectiu proclamat de l'OTAN era protegir els albanesos de Kosovo de l'agressió pels militars de la República Federal de Iugoslàvia, de les forces paramilitars sèrbies i de les milícies irregulars aliades al govern serbi. El Govern Iugoslau afirmava que estava protegint la població de minoria sèrbia de Kosovo contra els atacs dels que havia classificat com a organització terrorista: l'Exèrcit d'Alliberament de Kosovo. Els Estats Units el 1997 classificaven el KLA/NLA com a organització terrorista.

## Estratègia
L'Operació Força Aliada depenia gairebé exclusivament de l'ús d'una campanya aèria a gran escala per a destruir objectius iugoslaus des d'altituds elevades. No es varen fer servir unitats de terra, encara que es va amenaçar amb el seu ús prop del final del conflicte. Aquesta enfocament s'adoptava per minimitzar el risc per les forces de l'OTAN i va acaparar crítiques pública a causa de la seva ineficàcia relativa contra objectius mòbils de terra com tancs i formacions de tropa. Els objectius estratègics com ponts i fàbriques també es bombardejaven, especialment en darreres etapes del conflicte. A llarg termini els míssils de creuer s'utilitzaven per colpir un cert nombre d'objectius fortament defensats com instal·lacions estratègiques dins Belgrad i Pristina. Les instal·lacions civils com plantes d'energia, depuradores d'aigua i l'emissora estatal eren també objectius.

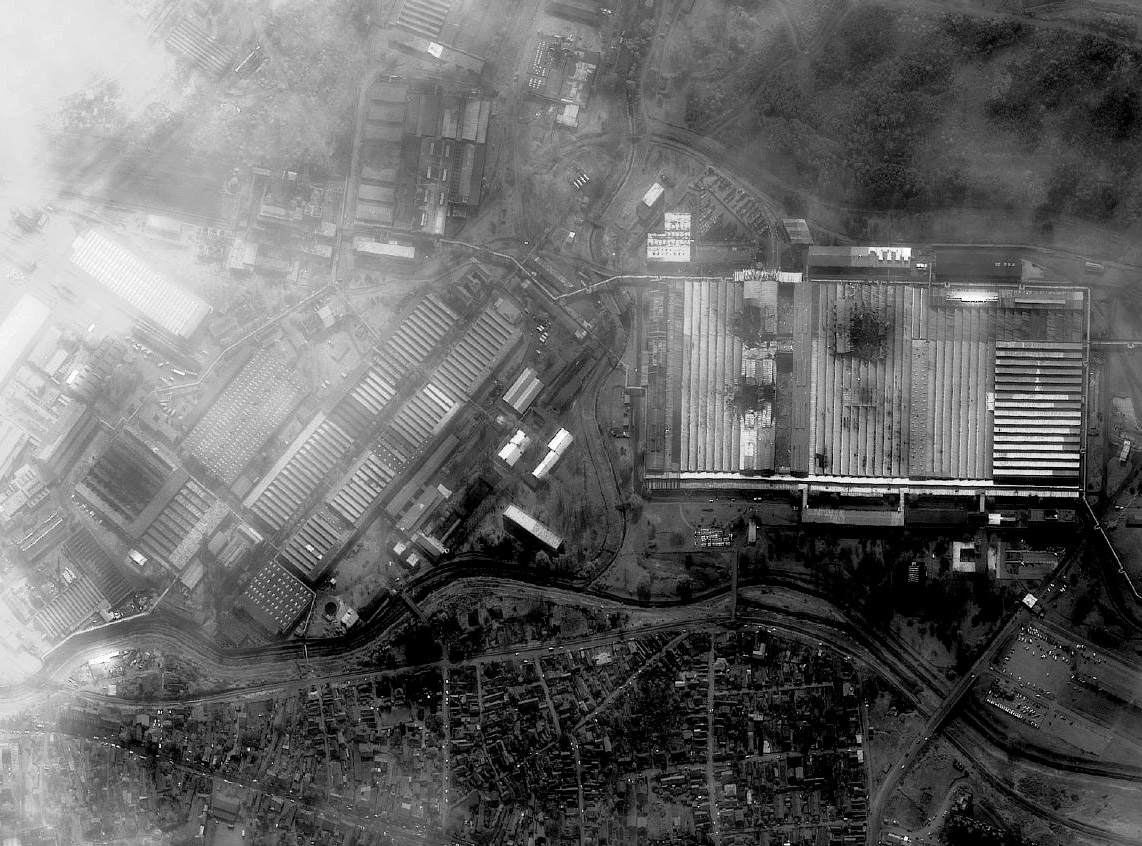
Danys posteriors al bombardeig. Foto de la planta de Zastava

Al començament de maig, una aeronau de l'OTAN atacava un comboi de refugiats albanès, creient que era un comboi militar serbi, matant més de 50 persones. L'OTAN admetia la seva equivocació 5 dies més tard, però els serbis acusaven l'OTAN d'atacar deliberadament els refugiats. El 7 de maig, les bombes de l'OTAN colpeixen l'Ambaixada Xinesa a Belgrad, matant tres periodistes xinesos i indignant l'opinió pública xinesa. L'OTAN afirmava que s'estava apuntant a posicions iugoslaves. Els Estats Units i l'OTAN més tard es disculpaven pel bombardeig, dient que ocorria a causa d'un mapa antiquat proporcionat per la CIA. Això era rebutjat per una publicació conjunta dels diaris The Observer (RU) i Politiken (Dinamarca) que afirmaven que l'OTAN havia bombardejat intencionadament l'ambaixada perquè s'estava utilitzant com a estació repetidora per a senyals de ràdio de l'exèrcit iugoslau. El bombardeig tensava les relacions entre la Xina i els països de l'OTAN i provocava manifestacions irades a les ambaixades Occidentals a Pequín. Segons una agència de notícies, les fonts anònimes d'alta graduació de l'OTAN, confirmaven el 2005 que l'atac havia estat deliberat: "Les fonts de l'OTAN informaven que l'atac es basava en una informació d'intel·ligència segons la qual, el líder serbi Slobodan Milošević devia estar en l'Ambaixada en el moment de l'atac". L'atac, llavors, es planejava deliberadament com un atac de "decapitació", pensat per matar el President Iugoslau Slobodan Milošević. Les teories de conspiració abunden sobre si això pot haver estat també intencionat. Hi ha indicacions que l'Ambaixada Xinesa utilitzava un radar per distingir avions americans i convertir-los en un objectiu militar.

## Forces emprades per l'OTAN

### Aviació
L'element principal de l'operació eren les forces aèries de l'OTAN, principalment protagonitzada per les Forces Aèries dels Estats Units i la RAF així com forces aèries turques i holandeses. La British Royal Air Force operava amb avions d'atac Harrier GR7 i Tornados així com una varietat d'aeronaus de suport. Turquia i Països Baixos operaven amb F-16s. La Força Aèria Canadenca desplegà CF-18s que varen ser responsable d'un 10% de totes les bombes llençades. Els caces estaven armats amb míssils dirigits, incloent-hi la sèrie Paveway, i també estaven armats amb bombes 'mudes'. Apareixia per primera vegada que la Luftwaffe alemanya participant activament en operacions de combat des de la Segona Guerra Mundial i els bombarders americans B-2 Spirit també veien el seu primer combat. Els avions d'atac espanyols F-18 també s'utilitzaven per primera vegada en un bombardeig.

### Naval
Les forces navals de l'OTAN operaven en el mar Adriàtic. L'Armada Reial Britànica va enviar un destacament substancial incloent-hi el portaavions HMS Invencible, operant Sea Harrier FA2. També desplegà un nombre de destructors i fragates i la flota auxiliar proporcionant vaixells de suport, incloent-hi el RFA Argus. Era la primera vegada que l'armada britànica utilitzava míssils de creuer en combat, operats des del submarí nuclear HMS Splendid.
L'Armada dels Estats Units proporcionà un destacament naval especial que incloïa el portaavions USS Theodore Roosevelt i el vaixell d'assalt amfibi USS Kearsarge. L'Armada Francesa proporcionà el portaavions FS Foch i un cert nombre d'escortes.

### Exèrcit
Les forces de terra dels Estats Units, incloïen un batalló de la 82a Divisió Aerotransportada, 505è Regiment d'Infanteria de Paracaigudistes. La unitat es desplegà el març de 1999 a Albània en suport de la campanya de bombardeig on el batalló assegurava l'aeròdrom d'Albània a Tirana; assegurat el reaprovisionament dels helicòpter d'atac Apatxe; establia una base avançada per preparar els atacs amb MLRS (Sistema de Coet de Llançament Múltiple) i les operacions ofensives per terra; i un petit grup es desplegava amb un sistema de radar Q-36 a la frontera d'Albània/Kosovo on identificaven objectius per als atacs aeris de l'OTAN. Immediatament després de la campanya de bombardeig el batalló era replegat a l'aeròdrom de Tirana i emetien ordres per moure's dins de Kosovo com a força d'entrada inicial.

### Conseqüències Militars
Les víctimes militars de l'OTAN varen ser extraordinàriament reduïdes; segons informes oficials l'aliança no patia baixes com a resultat d'operacions de combat. No obstant això, el 5 de maig, un helicòpter americà Apatxe AH-64 va explotar i va caure durant una missió nocturna als afores de Tirana. Els iugoslaus se n'atribuïen la destrucció. L'OTAN afirmava que s'estavellà a causa d'un mal funcionament tècnic. L'aparell s'estavellà a la vora de frontera albano/kosovar. Els dos pilots americans de l'Exèrcit d'helicòpters David Gibbs i Kevin Reichert morien en l'accident. Hi havia unes altres víctimes després de la guerra, principalment degut a les mines terrestres. Després de la guerra, l'aliança comunicà la pèrdua de tres helicòpters, 32 vehicles aeris no pilotats i cinc aeronaus; tots ells americans, incloent-hi el primer avió d'observació (un Lockheed F-117 Nighthawk) abatut per foc enemic. Les forces armades iugoslaves afirmen que han destruït set helicòpters, 30 vehicles aeris no pilotats, 61 avions i 238 míssils de creuer. No obstant això, aquestes xifres no s'han verificat independentment. L'OTAN mai no confirmava o negava les seves víctimes. Com que les víctimes civils varen desaparèixer, els càlculs oscil·len entre 2500-5000 persones, inclosos civils serbis i albanesos morts per bombes de l'OTAN.

## Resultat
La guerra començava el 24 de març i durava fins a l'11 de juny, quan l'OTAN acceptà que Kosovo seria supervisat políticament per Nacions Unides, que no hi haurà cap referèndum d'independència en tres anys (l'objectiu principal de l'OTAN era tenir un vot sobre la independència) i a través d'importants iniciatives diplomàtiques des de Rússia, el govern iugoslau acceptava retirar les seves forces de Kosovo i el bombardeig se suspenia sobre el 10 de juny. La guerra es declarava acabada l'11 de juny. El mateix 11 de juny, els paracaigudistes russos agafaven l'aeroport Slatina per convertir-se en una primera força de guarda de pau en la zona de guerra. L'arribada russa va convertir el delicat plan per ocupar Kosovo en un caos.
Com les tropes britàniques encara es concentraven a la frontera de Macedònia, planejant ingressar a Kosovo a les 5 a.m. aquell dia, els Serbis estaven aclamant l'arribada russa com prova que això era una operació de les Nacions Unides i no de l'OTAN.
El 12 de juny l'elit de l'Exèrcit dels EUA, 82è aerotransportat, 2-505è Regiment d'Infanteria de Paracaigudistes varen entrar a Kosovo com a part de l'operació conjunta de protecció.
L'Operació de Força Aliada infligia menys danys als militars iugoslaus del que originalment es pensava, a causa de l'ús de tècniques de camuflament i enginyoses tècniques per dissimular objectius militars. Mentre que l'OTAN creia que havia destruït aproximadament 200 tancs serbis durant el conflicte, només 12 se'n confirmaven posteriorment. Va ser només a les darreres etapes de la campanya que els objectius estratègics com ponts i edificis s'atacaven de manera sistemàtica, fet que provocà danys econòmics significatiu i d'interrupció de l'activitat. Aquesta etapa de la campanya portà a un cert nombre d'incidents controvertits, com el bombardeig de l'ambaixada de la República Popular de la Xina a Belgrad on tres periodistes xinesos varen morir i ferien vint més, l'OTAN afirmava que utilitzaven mapes antics de Belgrad. També va haver un atac contra les estacions de TV principals de Sèrbia i el bombardeig de fàbriques químiques que ocasionaven incidents de contaminació ambiental i pèrdua de feines.
El president iugoslau Slobodan Milošević sobrevivia al conflicte i declarava el resultat com una victòria essencial per a Iugoslàvia i Sèrbia. Se'l processava, tanmateix, per crims de guerra pel Tribunal Penal Internacional per a l'antiga Iugoslàvia junt amb un cert nombre de comandaments serbis i figures polítiques i militars iugoslaves. Això conduïa globalment a Iugoslàvia a estar tractada com a culpable per molta de la comunitat internacional, i Milošević estava subjecte a arrest si marxava de Iugoslàvia. L'economia del país va estar afectada pel conflicte i un any més tard, la desil·lusió popular amb el règim de Milošević conduïa al seu enderrocament l'octubre de 2000.
La campanya fallava en el seu objectiu proclamat, ja que milers es mataven durant el conflicte i centenars de milers més fugien des de la província de Kosovo fins a unes altres parts del país i fins als països circumdants. La majoria dels refugiats albanesos retornarien a casa en unes quantes setmanes o mesos. Tanmateix, gran part de la població no albanesa una altra vegada fugia a unes altres parts de Sèrbia o a enclavaments protegits dins de Kosovo. L'activitat de la guerrilla albanesa s'estenia a unes altres parts de Sèrbia i a la veïna Macedònia, però s'apaivagava el 2001. La població no albanesa ha disminuït des de llavors després de nous brots de conflicte intercomunal i persecució, i veterans de l'oficialment dissolt KLA estan amenaçant amb violència renovada si la seva demanda de secessió no es compleix.

## Situació actual
Va restar una força de manteniment de la pau (KFOR) portada per l'OTAN, sota mandat de les NU que manté una pau precària a Kosovo. Encara que un altre conflicte a gran escala entre serbis i els albano-kosovars és improbable en un futur immediat, la regió continua patint els efectes de pobresa, tensions ètniques i delinqüència organitzada. Desafortunadament no s'ha derrotat l'odi ètnic i roman arrelat a Kosovo.